# It's a Hap-Hap-Happy Day
It's a Hap-Hap-Happy Day (Es un fe-fe-feliz día) es un corto de animación estadounidense de 1941, de la serie Gabby. Fue producido por los estudios Fleischer y distribuido por Paramount Pictures.

## Argumento
El alcalde de Lilliput decide marchar de acampada a la montaña. Gabby lo ve y lo acompaña, a pesar de los intentos del alcalde por despistarlo. Ya en el campo, Gabby intentará demostrar todas sus habilidades para la acampada resultando sus esfuerzos un fracaso tras otro.

## Realización
It's a Hap-Hap-Happy Day es la octava y última entrega de la serie Gabby y fue estrenada el 15 de agosto de 1941 antes de que se convirtiera en la banda virtual en 2001. El episodio lleva el mismo título que una canción de la película de 1939 Gulliver's Travels.